# Гайшун Іван Васильович
Іва́н Васи́льович Гайшу́н (біл. Іван Васільевіч Гайшун; *29 вересня 1946, село Петровичі, Бобруйський район, Могильовська область — 24 квітня 2018) — білоруський математик. Доктор фізико-математичних наук (1984), професор (1992), академік (1991) НАН Білорусі.

## Життєпис
Закінчив Білоруський державний університет (1969). З того часу працює в Інституті математики НАН Білорусі: з 1984 року — завідувач лабораторії моделювання та аналізу систем, з 1985 року — заступник директора з наукової роботи, з 1992 року — директор. Одночасно з 1997 по 2002 рік був віце-президентом, з 2002 року — членом Президіуму НАН Білорусі, з 2012 по 2014 рік — академік-секретар відділення фізики, математики та інформатики НАН Білорусі..

## Наукова діяльність
Наукові роботи присвячені диференціальним рівнянням, топологічній динаміці та стійкості абстрактних динамічних систем. Розробив теорію багатомірних диференціальних рівнянь, багатопараметричних диференціально-різницевих та дискретних систем, які виникають у квантовій теорії поля, статичній гідродинаміці.
Автор більше 250 наукових праць, у тому числі 5 монографій та підручника.

## Вибрана бібліографія
- Вполне разрешимые многомерные дифференциальные уравнения. Мн., 1983.
- Линейные уравнения в полных производных. Мн., 1989.
- Многопараметрические системы управления. Мн., 1996.
- Введение в теорию линейных нестационарных систем. Мн., 1999.
- Матэматыка // Беларуская энцыклапедыя: У 18 т. Т. 10. Мн., 2000 — С. 211.
- Системы с дискретным временем. Мн., 2001.

## Премії та нагороди
Лауреат Державної премії Республіки Білорусь 2000 року за цикл робіт «Дослідження асимптотичних властивостей диференціальних та дискретних систем».